# Ferenc Tégla
Ferenc Gabor Tégla (ur. 15 lipca 1947 w Szegvár w powiecie Szentes) – węgierski lekkoatleta dyskobol, trzykrotny olimpijczyk.
Pochodzi z tej samej miejscowości, co inny znany węgierski dyskobol József Szécsényi.
Zajął 5. miejsce  w rzucie dyskiem na 1. europejskich igrzyskach juniorów w 1964 w Warszawie. Dwa lata później zwyciężył w tej konkurencji na europejskich igrzyskach juniorów w 1966 w Odessie. Na igrzyskach olimpijskich w 1968 w Meksyku zajął w finale 11. miejsce. Podczas mistrzostw Europy w 1969 w Atenach ustanowił w eliminacjach rekord mistrzostw Europy (58,42 m), poprawiony w czasie tych eliminacji przez Hartmuta Loscha z NRD. W finale Tégla zajął 6. miejsce. Na mistrzostwach Europy w 1971 w Helsinkach był w finale siódmy.
Na igrzyskach olimpijskich w 1972 w Monachium Tégla zajął 7. miejsce, na mistrzostwach Europy w 1974 w Rzymie – 10. miejsce, na igrzyskach olimpijskich w 1976 w Montrealu – 11. miejsce, a na mistrzostwach Europy w 1978 w Pradze – 9. miejsce.
Dwukrotnie stawał na podium Uniwersjady – brąz w 1973 oraz srebro w 1975 (w 1975 Uniwersjadę odwołano, zamiast niej rozegrano akademickie mistrzostwa świata w lekkoatletyce).
Sześć razy poprawiał rekord Węgier w rzucie dyskiem, doprowadzając go do wyniku 67,38 m (12 października 1977, Szentes). Rekord ten został poprawiony dopiero w 1994.
Tégla był mistrzem Węgier w rzucie dyskiem w latach 1968-1970, 1976, 1977 i 1984.